# De vlieger (lied)

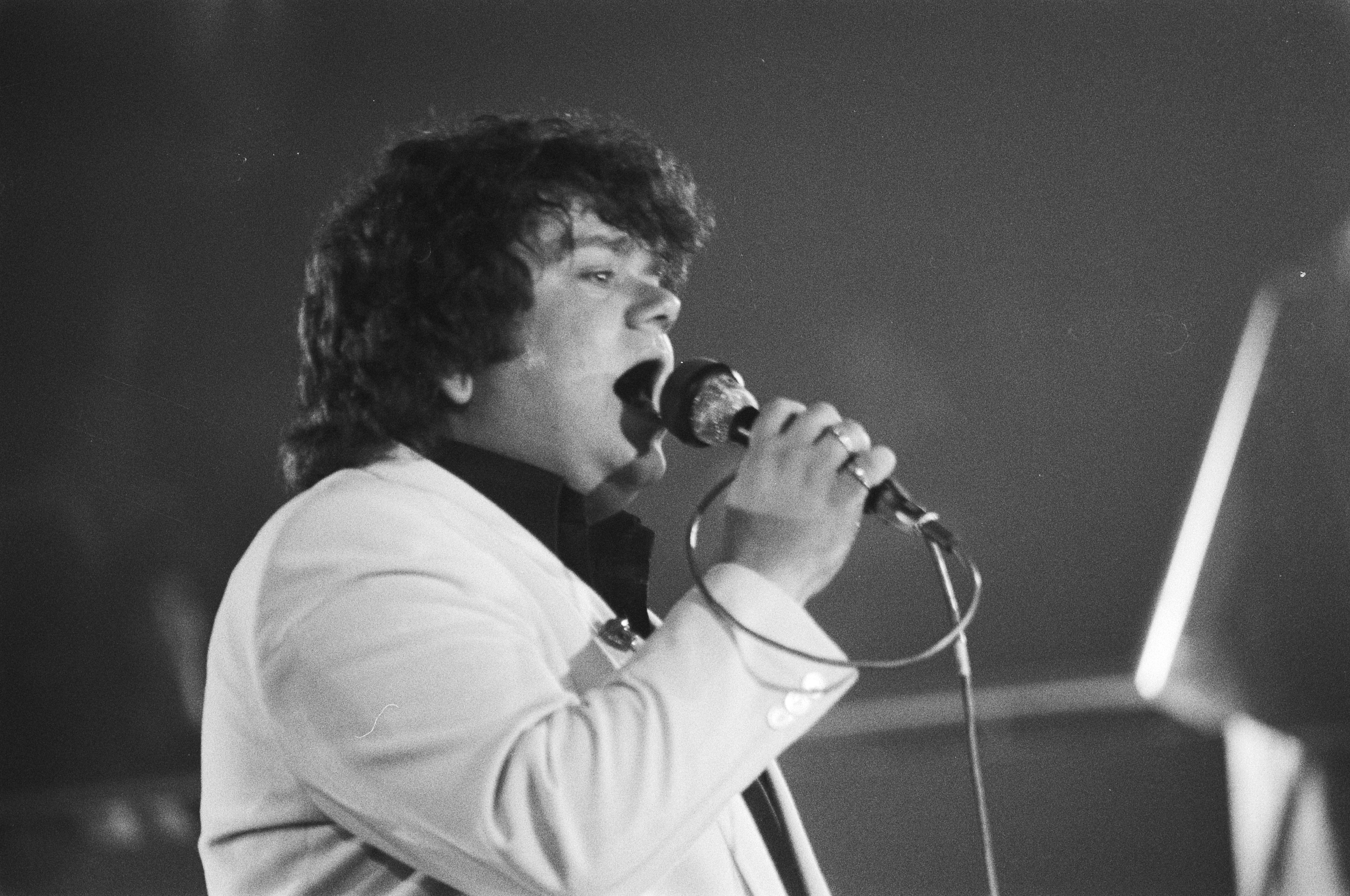
André Hazes in 1982

De vlieger is een door André Hazes tezamen met zijn neef A.W. Le Roy en Nico Haak geschreven smartlap die met name door de vertolking van Hazes grote populariteit heeft gekregen. Hazes had nog geen zoon in de tijd dat de single werd uitgebracht, ondanks dat het lied over de zoon van de ik-persoon gaat.
Tekstueel vertoont van het lied grote gelijkenis met het lied De Vlieger van de Zangeres zonder Naam (wat een cover was van een nummer van Duo Hofman). Het is niet duidelijk of dit puur op toeval berust. In 1928 bracht het duo Hofmann dit lied eens uit.

## Verhaal
De vlieger is het relaas van een weduwnaar die zijn zoon op diens achtste verjaardag een vlieger schenkt. Het verder naamloze zoontje had hierop gestaan; ballen, fietsen en treinen interesseerden hem niet, hetgeen de verteller zeer verwonderde. 's Anderendaags, toen de wind uit de goede hoek waaide, gingen ze vervolgens uit vliegeren, waarop het zoontje aan kwam zetten met in de ene hand de vlieger, en in de andere hand een brief. Desgevraagd meldde het zoontje dat het hier een aan zijn overleden moeder gericht epistel betrof, en dat hij de intentie had dit aan de vlieger te bevestigen opdat zij, die zich hoog in de hemel zou bevinden, dit zou kunnen lezen. In de brief doet het zoontje kond van zijn gemis en hij meldt daarnaast ook dat des vaders nieuwe vriendin hem maar met mate behaagt.

## Evergreen Top 1000
| Evergreen Top 1000 "De Vlieger" | Evergreen Top 1000 "De Vlieger" | Evergreen Top 1000 "De Vlieger" | Evergreen Top 1000 "De Vlieger" | Evergreen Top 1000 "De Vlieger" | Evergreen Top 1000 "De Vlieger" | Evergreen Top 1000 "De Vlieger" | Evergreen Top 1000 "De Vlieger" | Evergreen Top 1000 "De Vlieger" | Evergreen Top 1000 "De Vlieger" | Evergreen Top 1000 "De Vlieger" | Evergreen Top 1000 "De Vlieger" | Evergreen Top 1000 "De Vlieger" | Evergreen Top 1000 "De Vlieger" | Evergreen Top 1000 "De Vlieger" | Evergreen Top 1000 "De Vlieger" | Evergreen Top 1000 "De Vlieger" |
| Jaar                            | 2008                            | 2009                            | 2010                            | 2011                            | 2012                            | 2013                            | 2014                            | 2015                            | 2016                            | 2017                            | 2018                            | 2019                            | 2020                            | 2021                            | 2022                            | 2023                            |
| ------------------------------- | ------------------------------- | ------------------------------- | ------------------------------- | ------------------------------- | ------------------------------- | ------------------------------- | ------------------------------- | ------------------------------- | ------------------------------- | ------------------------------- | ------------------------------- | ------------------------------- | ------------------------------- | ------------------------------- | ------------------------------- | ------------------------------- |
| Positie                         | 46                              | 33                              | 37                              | 37                              | 45                              | 80                              | 58                              | 87                              | 76                              | 148                             | 250                             | 183                             | 150                             | 209                             | 210                             | 149                             |

## NPO Radio 2 Top 2000
| Nummer met noteringen in de NPO Radio 2 Top 2000 | '99 | '00 | '01 | '02 | '03 | '04 | '05 | '06 | '07 | '08 | '09 | '10 | '11 | '12 | '13 | '14 | '15 | '16 | '17 | '18 | '19 | '20 | '21 | '22 | '23 | '24 |
| ------------------------------------------------ | --- | --- | --- | --- | --- | --- | --- | --- | --- | --- | --- | --- | --- | --- | --- | --- | --- | --- | --- | --- | --- | --- | --- | --- | --- | --- |
| De vlieger                                       | 73  | -   | 60  | 82  | 78  | 51  | 69  | 87  | 67  | 70  | 196 | 159 | 234 | 220 | 333 | 406 | 395 | 405 | 379 | 344 | 298 | 350 | 374 | 404 | 380 | 385 |

1. ↑  Een '-' betekent dat het nummer niet was genoteerd en een vetgedrukt getal geeft de hoogste notering aan.